# FFF Haren
FFF Haren is een Belgische voetbalclub uit Haren. Het is de opvolger van Sporting FC Haren die ontstond in 1945 uit een fusie en is aangesloten bij de KBVB met stamnummer 4244.

## Geschiedenis
FC Sporting Haren ontstond in 1945 na een fusie van twee clubs, Haren Sport en Derby Sport.
Tussen 1950 en 1954 speelde Sporting Haren op het hoogste provinciale niveau. 
In 1957 belandde de club in Derde Provinciale, een jaar later promoveerde men weer naar Tweede Provinciale waar men twee seizoenen doorbracht.
In 1961 volgde de laatste promotie naar Tweede Provinciale. Tussen 1962 en 1984 speelde Haren in Derde Provinciale, maar toen degradeerde de club voor het eerst naar de onderste provinciale reeks tot 1989.
In 1992 volgde een nieuwe degradatie naar Vierde Provinciale. 
In 2016 promoveerde de club via de eindronde naar Derde provinciale, maar na één seizoen zakte de club opnieuw naar het laagste niveau. In april 2022 pakte de club in Vierde provinciale D Brabant onder leiding van trainer Bekim Blakaj zijn eerste titel in 33 jaar.
Het volgende seizoen volgde echter terug de degradatie.  
Sporting Haren is samen met Ritterklub VSV uit Jette een van de weinige clubs uit het Brussels Gewest die zich als Nederlandstalig profileren.
In 2023 kwam de club in de problemen omdat er na de degradatie naar Vierde Provinciale geen A-ploeg meer opgesteld kon worden.

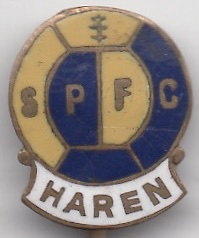

In juli 2025 fusioneerde Sporting FC Haren dan ook met Foot Fun Family Brussels (stamnummer 9744) tot FFF Haren onder het stamnummer 4244 van Sporting Haren. De nieuwe club komt uit in Derde Provinciale, waar FFF Brussels vorig seizoen actief was.  

## Resultaten
| Seizoen               | Klasse | Klasse | Klasse | Klasse | Klasse | Klasse | Klasse | Klasse | Klasse | Reeks                                                    | Punten                                                   | Opmerkingen                                              |
|                       | 1A     | 1B     | 1Am    | 2Am    | 3Am    | P.I    | P.II   | P.III  | P.IV   | Vanaf 2016-17 zijn er 3 nationale en 2 regionale niveaus | Vanaf 2016-17 zijn er 3 nationale en 2 regionale niveaus | Vanaf 2016-17 zijn er 3 nationale en 2 regionale niveaus |
| --------------------- | ------ | ------ | ------ | ------ | ------ | ------ | ------ | ------ | ------ | -------------------------------------------------------- | -------------------------------------------------------- | -------------------------------------------------------- |
| Als Sporting FC Haren |        |        |        |        |        |        |        |        |        |                                                          |                                                          |                                                          |
| 2020/21               |        |        |        |        |        |        |        |        | -      | Vierde Prov. Brab. D                                     | -                                                        | competitie vroegtijdig stopgezet wegens coronapandemie   |
| 2021/22               |        |        |        |        |        |        |        |        | 1      | Vierde Prov. Brab. D                                     | 63                                                       |                                                          |
| 2022/23               |        |        |        |        |        |        |        | 16     |        | Derde Prov. Brab. B                                      | 6                                                        |                                                          |
| 2023/24               |        |        |        |        |        |        |        |        | 16     | Vierde Prov. Brab. D                                     | 0                                                        | Ploeg geeft volledig forfait                             |
| 2024/25               |        |        |        |        |        |        |        |        | 12     | Vierde Prov. Brab. D                                     | 23                                                       |                                                          |
| Als FFF Haren         |        |        |        |        |        |        |        |        |        |                                                          |                                                          |                                                          |
| 2025/26               |        |        |        |        |        |        |        |        |        | Derde Prov. Brab. B                                      |                                                          |                                                          |